# Partit Comunista Unit d'Armènia
El Partit Comunista Unit d'Armènia (armeni: Հայաստանի Միավորված Կոմունիստական Կուսակցության, Hayastani Miatsial Komunistakan Kusaktsutyun) és un partit polític comunista a Armènia. Es va constituir el 7 de juliol de 2003 per la fusió del Partit Comunista Renovat d'Armènia, el Partit Comunista dels Treballadors d'Armènia, la Unió de Treballadors Armenis, el Partit Marxista d'Armènia i el Partit dels Intel·lectuals.
El PCUA va celebrar el seu primer congrés el 25 de març de 2004. Yuri Manoukian va ser escollit primer secretari del partit. La reunió va suposar l'elecció d'un Comitè Central de 77 membres i un Politburó de 17 membres.
El partit es considera un "partit constructiu d'oposició". Té vincles més estrets amb el govern que el principal Partit Comunista Armeni i no s'uneix als fronts de l'oposició. Va estendre el seu suport a l'exitosa candidatura presidencial del ministre de Defensa Serzh Sargsyan.
Forma part del Partit Comunista de la Unió Soviètica (2001).